# Franz Bopp
Franz Bopp (Maguncia, 1791 - Berlín, 1867) fue un filólogo y lingüista alemán, cofundador de la gramática comparada junto con Rasmus Christian Rask. 

## Biografía intelectual

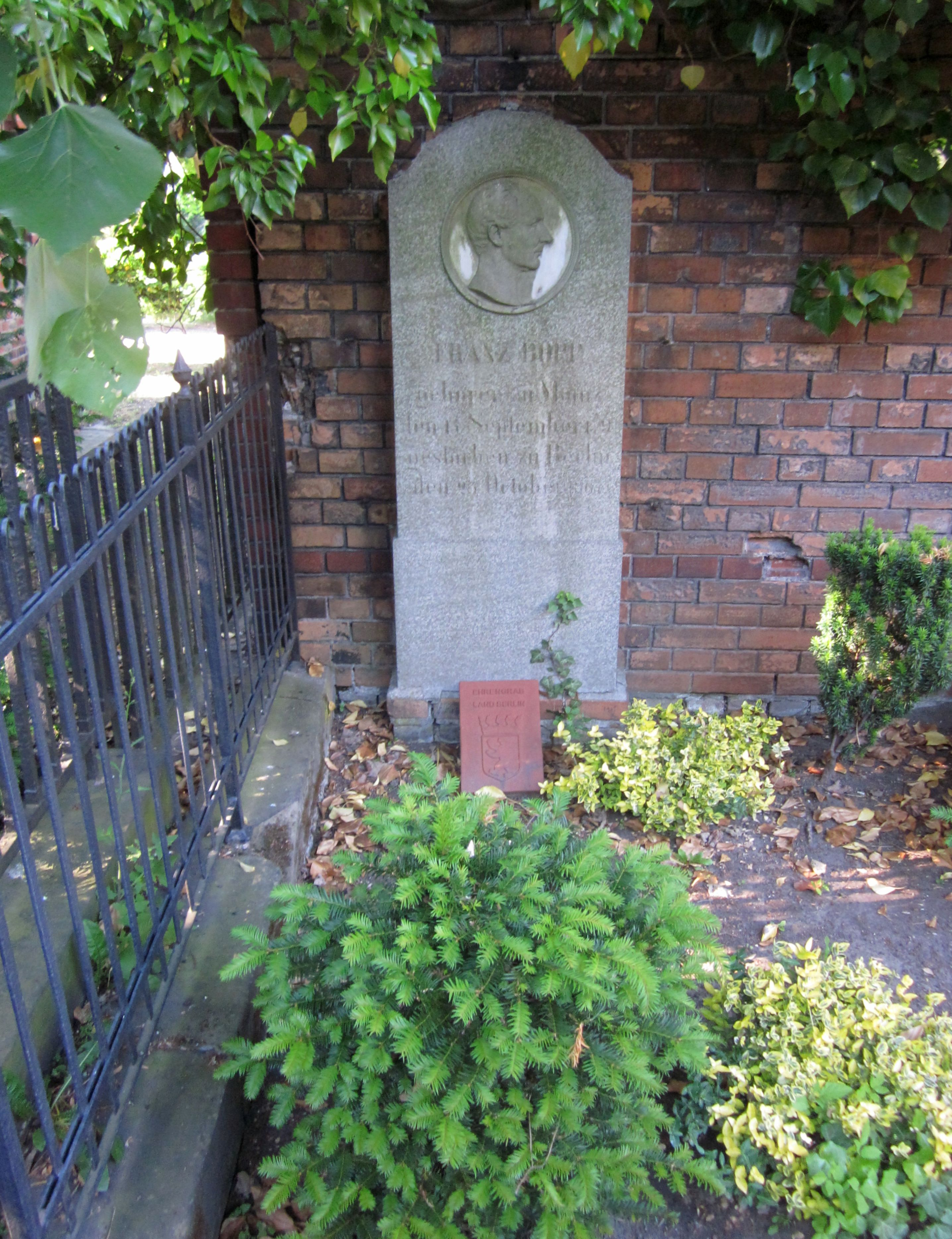
Tumba de Boop en el cementerio de Berlín.

Discípulo de Karl Joseph Hieronymus Windischmann, y por eso muy imbuido de las doctrinas de la escuela simbolista de Heidelberg, estuvo en París entre 1812 y 1816, donde estudió persa, árabe, hebreo y sánscrito. Allí nació su memoria Ueber das Konjugationssystem der Sanskritsprache in Vergleichung mit jenem der griechischen, lateinischen, persischen und germanischen Sprache (Frankfort, 1816), que hace de Bopp el fundador de la gramática comparada. Windischmann obtiene para él una beca del rey de Baviera y con ella se dirige a Londres (1816-1820), donde enseñó sánscrito a Wilhelm von Humboldt, y conoció a Henry Thomas Colebrooke y Charles Wilkins. 
Humboldt da a Bopp la cátedra de sánscrito en la Universidad de Berlín en 1821, donde trabajó hasta 1867. Desde allí impulsará el desarrollo de la gramática comparada en Alemania. Progresivamente irá descubriendo parentescos indoeuropeos en el lituano, el eslavo, el armenio, el celta y el albanés, a partir sobre todo del sistema verbal, mientras que Rask se centrará más bien en las lenguas nórdicas. Desechó la idea de que todas las lenguas vinieran del sánscrito, pensó más bien en una lengua común más antigua y prescindió del misticismo nacionalista que empañaba hasta entonces la investigación filológica alemana, estudiando de forma más moderna las lenguas por sí mismas, como objeto y como medio de conocimiento. Por otra parte, Bopp, junto con Schlegel, es el autor del concepto moderno de flexión.